# Ибери
Ибери или Иберијци су били древни, прединдоевропски народи који су настањивали источни и југоисточни дио Иберијског полуострва у праисторијским и историјским времена. Постоје двије теорије о њиховом поријеклу: 
- Једна теорија тврди да су у дошли на Иберију 3. миленијум п. н. е., иако је њихов долазак датиран још у 4000. п. н. е. Већина научника приклоњена овој теорији на темељу археолошких доказа сматра да су Ибери дошли из области на истоку Медитерана, иако неки мисле да су можда потекли из сјеверне Африке. Ибери су се по томе морали прво населити на источној обали Иберије, а потом касније проширити по цијелом полуострву.[1]
- Алтернативна теорија сматра да су они били првобитни становници западне Европе те творци/насљедници велике мегалитске културе на том подручју, а ту теорију дјеломично подржавају генетичке студије. Ибери би стога требало да буду слични или истовјетни са становништвом које су покорили Келти у 1. миленијуму . н. е. у Ирској, Британији и Француској, те припадати праиндоевропском становништву Европе као што су Аркађани у Грчкој, Пикти у Шкотској или Етрурци у Италији.[2][3][4]

Ибери су живјели у изолованим заједницима темељенима на племенима. Такође су познавали обраду метала, укључујући бронзу те пољоприрвредне технике. У каснијим годинама Ибери су еволуирали у сложенију цивилизацију с урбанизираним заједницама и друштвеном стратификацијом. Трговали су металима с Феничанима, Грцима и Картагинцима.
У модерно доба се израз Иберијац користи за становника Иберијског полуострва.